# Яременко Василь Михайлович
Васи́ль Миха́йлович Яре́менко (нар. 24 лютого 1921 — пом. 10 грудня 2010) — актор театру, Народний артист України (27.01.1994), почесний громадянин Житомира.

## Біографія
1938 року закінчив Жданівську середню школу Сенчанського району Полтавської області, після цього вступив у Харківське театральне училище. Під час Німецько-радянської війни перебував у полоні. 1945 року продовжив навчання в Харківському театральному інституті.
З 1947 по 2006 роки працював актором в Житомирському обласному музично-драматичному театрі.
27.01.1994 Василю Яременку було присвоєне звання Народного артиста України.